# Tournoi de tennis d'Allemagne
Pour les articles homonymes, voir Open d'Allemagne.
Le tournoi d'Allemagne (ou German Championships avant l'ère Open, German Open entre 1969 et 2008, puis Bett1 Open) depuis 2021 est un tournoi de tennis féminin, l'un des plus anciens du circuit professionnel WTA.
L'épreuve, créée en 1892, est organisée chaque année à Hambourg (de 1896 à 1978) conjointement avec un tournoi masculin puis elle déménage à Berlin en 1979 avant de disparaître du calendrier en 2009.
Disputée sur terre battue, s'y sont toujours présentées les toutes meilleures joueuses mondiales, soucieuses de bien se préparer à quelques semaines des Internationaux de France de tennis.
Avec neuf succès, Steffi Graf détient le record de victoires en simple.
L'épreuve revient lors de la saison 2021 et se joue désormais sur gazon en extérieur. Elle appartient à la catégorie WTA 500.

## Palmarès dames

### Simple
- 1896  Maren Thomsen d.  E. Lantzius 6-3 6-2 7-5
- 1897  Blanche Bingley d.  Charlotte Cooper 6-3 6-2 6-2
- 1898  Elsie Lane d.  Toupie Lowther 7-5 7-5
- 1899  Charlotte Cooper d.  Clara von der Schulenburg 7-5 6-4
- 1900  Blanche Bingley d.  Muriel Robb 2-6 8-6 7-5
- 1901  Toupie Lowther d.  Blanche Duddell 6-0 6-0
- 1902  Mary Roß d.  Hilda Meyer 8-6 6-0
- 1903  Violet Pinckney d.  Hilda Meyer 6-2 6-1
- 1904  Elsie Lane d.  Lucie Bergmann 6-3 6-0
- 1905  Elsie Lane d.  Käthe Krug 6-0 6-1
- 1906  Luise Berton d.  M. Jewsbury 4-6 6-3 6-1
- 1907  Margit Madarász d.  Hedwig Neresheimer 7-5 0-6 6-2
- 1908  Margit Madarász d.  Rosamund Salusbury 2-6 6-4 6-0
- 1909  Anita Heimann d.  Mieken Rieck 6-4 0-6 6-4
- 1910  Mieken Rieck d.  Dora Köring 6-1 6-3
- 1911  Mieken Rieck d.  Molla Bjurstedt 6-1 4-6 6-1
- 1912  Dora Köring d.  Anita Heimann 6-2 6-2
- 1913  Dora Köring d.  Hedwig Neresheimer von Satzger 6-4 6-4
- 1914-19 Pas de tournoi en raison de la Première Guerre mondiale
- 1920  Ilse Friedleben d.  Lilly Müller Vormann 6-0 6-0
- 1921  Ilse Friedleben d.  Daisy Schultz Uhl 9-7 6-1
- 1922  Ilse Friedleben d.  Nelly Bamberger Neppach 6-2 6-1
- 1923  Ilse Friedleben d.  Nelly Bamberger Neppach 2-6 9-7 7-5
- 1924  Ilse Friedleben d.  Nelly Bamberger Neppach 6-2 1-6 6-3
- 1925  Nelly Neppach d.  Ilse Weihermann Friedleben 2-6 6-4 10-8
- 1926  Ilse Friedleben d.  Nelly Bamberger Neppach 5-7 6-4 6-2
- 1927  Cilly Aussem d.  Ilse Weihermann Friedleben 6-3 6-3
- 1928  Daphne Akhurst d.  Cilly Aussem 2-6 6-0 6-4
- 1929  Paula Heimann von Reznicek d.  Violet Chamberlain 6-2 4-6 6-0
- 1930  Cilly Aussem d.  Hilde Krahwinkel 6-4 6-4
- 1931  Cilly Aussem d.  Irmgard Rost 6-1 6-2
- 1932  Lolette Payot d.  Hilde Krahwinkel 6-2 1-6 6-4
- 1933  Hilde Krahwinkel d.  Sylvia Jung Henrotin 6-2 6-1
- 1934  Hilde Sperling d.  Cilly Aussem 6-2 6-3
- 1935  Hilde Sperling d.  Cilly Aussem 9-7 6-0
- 1936 Pas de tournoi en raison des Jeux olympiques de 1936
- 1937  Hilde Sperling d.  Marie-Luise Horn 4-6 6-2 6-2
- 1938  Hilde Sperling d.  Margot Lumb 6-1 6-0
- 1939  Hilde Sperling d.  Hella Kovac 6-0 6-1
- 1940-47 Pas de tournoi en raison de la Seconde Guerre mondiale
- 1948  Ursula Rosenow d.  Inge Hartelt Pohmann 6-2 8-6
- 1949  Maria Weiss d.  Inge Hartelt Pohmann 6-2 6-8 9-7
- 1950  Dorothy Head d.  Uschi Heidtmann 6-0 6-3
- 1951  Nancye Wynne Bolton d.  Maria Teran de Weiss 6-3 6-3
- 1952  Dorothy Head d.  Erika Obst Vollmer 6-1 6-3
- 1953  Dorothy Head Knode d.  Joy Gannon Mottram 6-0 4-6 6-4
- 1954  Joy Gannon Mottram d.  Inge Hartelt Pohmann 2-6 7-5 6-2
- 1955  Beryl Penrose d.  Erika Obst Vollmer 6-4 6-4
- 1956  Thelma Coyne Long d.  Silvana Lazzarino 7-5 6-2
- 1957  Yola Ramírez d.  Rosie Reyes 7-5 6-3
- 1958  Lorraine Coghlan d.  Shirley Bloomer 6-4 7-5
- 1959  Edda Buding d.  Suzy Kormoczy
- 1960  Sandra Reynoldss d.  Maria Bueno 7-5 8-6

| No       | Date       | Nom et lieu du tournoi                       | Catégorie      | Dotation       | Surface        | Vainqueure             | Finaliste              | Score           |                |
| -------- | ---------- | -------------------------------------------- | -------------- | -------------- | -------------- | ---------------------- | ---------------------- | --------------- | -------------- |
| 1        | 09-08-1961 | German Championships, Hambourg               |                | NC             | Terre (ext.)   | Sandra Reynolds        | Yola Ramírez           | 5-7, 7-5, 6-1   | Tableau        |
|          | 1962-1963  | Pas de tournoi                               | Pas de tournoi | Pas de tournoi | Pas de tournoi | Pas de tournoi         | Pas de tournoi         | Pas de tournoi  | Pas de tournoi |
| 2        | 03-08-1964 | German Championships, Hambourg               |                | NC             | Terre (ext.)   | Margaret Smith         | Maria Bueno            | 6-1, 6-4        | Tableau        |
| 3        | 02-08-1965 | German Championships, Hambourg               |                | NC             | Terre (ext.)   | Margaret Smith         | Edda Buding            | 6-2, 6-3        | Tableau        |
| 4        | 01-08-1966 | German Championships, Hambourg               |                | NC             | Terre (ext.)   | Margaret Smith         | Maria Bueno            | 8-6, 6-3        | Tableau        |
| 5        | 01-08-1967 | German Championships, Hambourg               |                | NC             | Terre (ext.)   | Françoise Dürr         | Lesley Turner          | 6-4, 6-4        | Tableau        |
| Ère Open |            |                                              |                |                |                |                        |                        |                 |                |
| 6        | 05-08-1968 | German Championships, Hambourg               |                | NC             | Terre (ext.)   | Annette Van Zyl        | Judy Tegart            | 6-1, 7-5        | Tableau        |
| 7        | 04-08-1969 | West German Open Championships, Hambourg     |                | NC             | Terre (ext.)   | Judy Tegart            | Helga Masthoff         | 6-3, 6-4        | Tableau        |
| 8        | 10-08-1970 | German Championships, Hambourg               |                | NC             | Terre (ext.)   | Helga Schultze         | Helga Masthoff         | 6-3, 6-3        | Tableau        |
| 9        | 17-05-1971 | German Open Championships, Hambourg          | Grand Prix     | 40 000 $       | Terre (ext.)   | Billie Jean King       | Helga Masthoff         | 6-3, 6-4        | Tableau        |
| 10       | 05-06-1972 | German Open Championships, Hambourg          | Grand Prix     | 30 000 $       | Terre (ext.)   | Helga Masthoff         | Linda Tuero            | 6-3, 3-6, 8-6   | Tableau        |
| 11       | 11-06-1973 | German Open, Hambourg                        |                | NC             | Terre (ext.)   | Helga Masthoff         | Pat Pretorius          | 6-4, 6-1        | Tableau        |
| 12       | 20-05-1974 | German Open, Hambourg                        |                | NC             | Terre (ext.)   | Helga Masthoff         | Martina Navrátilová    | 6-4, 5-7, 6-3   | Tableau        |
| 13       | 19-05-1975 | German Open Championships, Hambourg          |                | 30 000 $       | Terre (ext.)   | Renáta Tomanová        | Kazuko Sawamatsu       | 6-4, 6-75, 10-8 | Tableau        |
| 14       | 17-05-1976 | German Open Championships, Hambourg          |                | 30 000 $       | Terre (ext.)   | Sue Barker             | Renáta Tomanová        | 6-3, 6-1        | Tableau        |
| 15       | 09-05-1977 | German Open Championships, Hambourg          | Colgate Series | 35 000 $       | Terre (ext.)   | Laura duPont           | Heidi Eisterlehner     | 6-1, 6-4        | Tableau        |
| 16       | 15-05-1978 | German Open, Hambourg                        | Colgate Series | 35 000 $       | Terre (ext.)   | Mima Jaušovec          | Virginia Ruzici        | 6-2, 6-3        | Tableau        |
| 17       | 21-05-1979 | German Open, Berlin                          |                | 100 000 $      | Terre (ext.)   | Caroline Stoll         | Regina Maršíková       | 7-6, 6-0        | Tableau        |
|          | 1980       | Pas de tournoi                               | Pas de tournoi | Pas de tournoi | Pas de tournoi | Pas de tournoi         | Pas de tournoi         | Pas de tournoi  | Pas de tournoi |
| 18       | 18-05-1981 | German Open, Berlin                          |                | 100 000 $      | Terre (ext.)   | Regina Maršíková       | Ivanna Madruga-Osses   | 6-2, 6-1        | Tableau        |
| 19       | 17-05-1982 | German Open, Berlin                          | Series 3       | 100 000 $      | Terre (ext.)   | Bettina Bunge          | Kathy Rinaldi          | 6-2, 6-2        | Tableau        |
| 20       | 16-05-1983 | German Open, Berlin                          |                | 150 000 $      | Terre (ext.)   | Chris Evert            | Kathleen Horvath       | 6-4, 7-6        | Tableau        |
| 21       | 14-05-1984 | German Open, Berlin                          |                | 150 000 $      | Terre (ext.)   | Claudia Kohde-Kilsch   | Kathleen Horvath       | 7-6, 6-1        | Tableau        |
| 22       | 13-05-1985 | German Open, Berlin                          |                | 150 000 $      | Terre (ext.)   | Chris Evert            | Steffi Graf            | 6-4, 7-5        | Tableau        |
| 23       | 12-05-1986 | German Open, Berlin                          |                | 150 000 $      | Terre (ext.)   | Steffi Graf            | Martina Navrátilová    | 6-2, 6-3        | Tableau        |
| 24       | 11-05-1987 | German Open, Berlin                          |                | 150 000 $      | Terre (ext.)   | Steffi Graf            | Claudia Kohde-Kilsch   | 6-2, 6-3        | Tableau        |
| 25       | 09-05-1988 | German Open, Berlin                          | Tier I         | 300 000 $      | Terre (ext.)   | Steffi Graf            | Helena Suková          | 6-3, 6-2        | Tableau        |
| 26       | 15-05-1989 | Lufthansa Cup, Berlin                        | Tier I         | 300 000 $      | Terre (ext.)   | Steffi Graf            | Gabriela Sabatini      | 6-3, 6-1        | Tableau        |
| 27       | 14-05-1990 | Lufthansa Cup German Open, Berlin            | Tier I         | 500 000 $      | Terre (ext.)   | Monica Seles           | Steffi Graf            | 6-4, 6-3        | Tableau        |
| 28       | 13-05-1991 | Lufthansa Cup German Open, Berlin            | Tier I         | 500 000 $      | Terre (ext.)   | Steffi Graf            | Arantxa Sánchez        | 6-3, 4-6, 7-6   | Tableau        |
| 29       | 11-05-1992 | Lufthansa Cup German Open, Berlin            | Tier I         | 550 000 $      | Terre (ext.)   | Steffi Graf            | Arantxa Sánchez        | 4-6, 7-5, 6-2   | Tableau        |
| 30       | 10-05-1993 | German Open, Berlin                          | Tier I         | 750 000 $      | Terre (ext.)   | Steffi Graf            | Gabriela Sabatini      | 7-6, 2-6, 6-4   | Tableau        |
| 31       | 09-05-1994 | German Open, Berlin                          | Tier I         | 750 000 $      | Terre (ext.)   | Steffi Graf            | Brenda Schultz         | 7-6, 6-4        | Tableau        |
| 32       | 15-05-1995 | German Open, Berlin                          | Tier I         | 806 250 $      | Terre (ext.)   | Arantxa Sánchez        | Magdalena Maleeva      | 6-4, 6-1        | Tableau        |
| 33       | 13-05-1996 | German Open, Berlin                          | Tier I         | 926 250 $      | Terre (ext.)   | Steffi Graf            | Karina Habšudová       | 4-6, 6-2, 7-5   | Tableau        |
| 34       | 12-05-1997 | German Open, Berlin                          | Tier I         | 926 250 $      | Terre (ext.)   | Mary Joe Fernández     | Mary Pierce            | 6-4, 6-2        | Tableau        |
| 35       | 11-05-1998 | German Open, Berlin                          | Tier I         | 926 250 $      | Terre (ext.)   | Conchita Martínez      | Amélie Mauresmo        | 6-4, 6-4        | Tableau        |
| 36       | 10-05-1999 | German Open, Berlin                          | Tier I         | 1 050 000 $    | Terre (ext.)   | Martina Hingis         | Julie Halard           | 6-0, 6-1        | Tableau        |
| 37       | 08-05-2000 | German Open, Berlin                          | Tier I         | 1 080 000 $    | Terre (ext.)   | Conchita Martínez      | Amanda Coetzer         | 6-1, 6-2        | Tableau        |
| 38       | 07-05-2001 | Eurocard German Open, Berlin                 | Tier I         | 1 185 000 $    | Terre (ext.)   | Amélie Mauresmo        | Jennifer Capriati      | 6-4, 2-6, 6-3   | Tableau        |
| 39       | 06-05-2002 | Eurocard German Open, Berlin                 | Tier I         | 1 224 000 $    | Terre (ext.)   | Justine Henin          | Serena Williams        | 6-2, 1-6, 7-65  | Tableau        |
| 40       | 05-05-2003 | MasterCard German Open, Berlin               | Tier I         | 1 262 000 $    | Terre (ext.)   | Justine Henin Hardenne | Kim Clijsters          | 6-4, 4-6, 7-5   | Tableau        |
| 41       | 03-05-2004 | Ladies German Open, Berlin                   | Tier I         | 1 300 000 $    | Terre (ext.)   | Amélie Mauresmo        | Venus Williams         | forfait         | Tableau        |
| 42       | 02-05-2005 | Qatar Total German Open, Berlin              | Tier I         | 1 300 000 $    | Terre (ext.)   | Justine Henin Hardenne | Nadia Petrova          | 6-3, 4-6, 6-3   | Tableau        |
| 43       | 08-05-2006 | Qatar Telecom German Open, Berlin            | Tier I         | 1 340 000 $    | Terre (ext.)   | Nadia Petrova          | Justine Henin Hardenne | 4-6, 6-4, 7-5   | Tableau        |
| 44       | 07-05-2007 | Qatar Telecom German Open, Berlin            | Tier I         | 1 340 000 $    | Terre (ext.)   | Ana Ivanović           | Svetlana Kuznetsova    | 3-6, 6-4, 7-64  | Tableau        |
| 45       | 05-05-2008 | Qatar Telecom German Open, Berlin            | Tier I         | 1 340 000 $    | Terre (ext.)   | Dinara Safina          | Elena Dementieva       | 3-6, 6-2, 6-2   | Tableau        |
|          | 2009-2020  | Pas de tournoi                               | Pas de tournoi | Pas de tournoi | Pas de tournoi | Pas de tournoi         | Pas de tournoi         | Pas de tournoi  | Pas de tournoi |
| 46       | 14-06-2021 | Bett1 Open, Berlin                           | WTA 500        | 565 530 $      | Gazon (ext.)   | Liudmila Samsonova     | Belinda Bencic         | 1-6, 6-1, 6-3   | Tableau        |
| 47       | 13-06-2022 | Bett1 Open, Berlin                           | WTA 500        | 757 900 $      | Gazon (ext.)   | Ons Jabeur             | Belinda Bencic         | 6-3, 2-1ab      | Tableau        |
| 48       | 19-06-2023 | Bett1Open, Berlin                            | WTA 500        | 780 637 $      | Gazon (ext.)   | Petra Kvitová          | Donna Vekić            | 6-2, 7-66       | Tableau        |
| 49       | 17-06-2024 | ecotrans Ladies Open, Berlin                 | WTA 500        | 922 573 $      | Gazon (ext.)   | Jessica Pegula         | Anna Kalinskaya        | 60-7, 6-4, 7-63 | Tableau        |
| 50       | 16-06-2025 | Berlin Ladies Open by ecotrans Group, Berlin | WTA 500        | 1 064 510 $    | Gazon (ext.)   | Markéta Vondroušová    | Wang Xinyu             | 7-610, 4-6, 6-2 | Tableau        |

### Double
| No       | Date       | Nom et lieu du tournoi                      | Catégorie      | Dotation       | Surface        | Vainqueures                         | Finalistes                                 | Score             |                |
| -------- | ---------- | ------------------------------------------- | -------------- | -------------- | -------------- | ----------------------------------- | ------------------------------------------ | ----------------- | -------------- |
| 1        | 09-08-1961 | German Championships Hambourg               |                | NC             | Terre (ext.)   | Sandra Reynolds Renee Schuurman     | Margaret Smith Lesley Turner               | 7-5, 6-4          | Tableau        |
|          | 1962-1963  | Pas de tournoi                              | Pas de tournoi | Pas de tournoi | Pas de tournoi | Pas de tournoi                      | Pas de tournoi                             | Pas de tournoi    | Pas de tournoi |
| 2        | 03-08-1964 | German Championships Hambourg               |                | NC             | Terre (ext.)   | Margaret Smith Lesley Turner        | Norma Baylon Helga Schultze                | 6-2, 3-6, 6-2     | Tableau        |
| 3        | 02-08-1965 | German Championships Hambourg               |                | NC             | Terre (ext.)   | Margaret Smith Lesley Turner        | Maria Bueno Françoise Dürr                 | 6-3, 6-1          | Tableau        |
| 4        | 01-08-1966 | German Championships Hambourg               |                | NC             | Terre (ext.)   | Ann Haydon-Jones Margaret Smith     | Norma Baylon Annette Van Zyl               | 6-3, 6-2          | Tableau        |
| 5        | 01-08-1967 | German Championships Hambourg               |                | NC             | Terre (ext.)   | Judy Tegart Lesley Turner           | Françoise Dürr Gail Sherriff               | 8-6, 6-1          | Tableau        |
| Ère Open |            |                                             |                |                |                |                                     |                                            |                   |                |
| 6        | 05-08-1968 | German Championships Hambourg               |                | NC             | Terre (ext.)   | Annette Van Zyl Pat Walkden         | Winnie Shaw Judy Tegart                    | 6-3, 7-5          | Tableau        |
| 7        | 04-08-1969 | West German Open Championships Hambourg     |                | NC             | Terre (ext.)   | Helga Masthoff Judy Tegart          | Edda Buding Helga Schultze                 | 6-1, 6-4          | Tableau        |
| 8        | 10-08-1970 | German Championships Hambourg               |                | NC             | Terre (ext.)   | Karen Krantzcke Kerry Melville      | Winnie Shaw Virginia Wade                  | 6-0, 6-1          | Tableau        |
| 9        | 17-05-1971 | German Open Championships Hambourg          | Grand Prix     | 40 000 $       | Terre (ext.)   | Rosie Casals Billie Jean King       | Helga Masthoff Heide Schildknecht          | 6-2, 6-1          | Tableau        |
| 10       | 05-06-1972 | German Open Championships Hambourg          | Grand Prix     | 30 000 $       | Terre (ext.)   | Helga Masthoff Heide Schildknecht   | Wendy Overton Valerie Ziegenfuss           | 6-3, 2-6, 6-0     | Tableau        |
| 11       | 11-06-1973 | German Open Hambourg                        |                | NC             | Terre (ext.)   | Helga Masthoff Heide Schildknecht   | Kristien Kemmer Laura Rossouw              | 6-1, 6-2          | Tableau        |
| 12       | 20-05-1974 | German Open Hambourg                        |                | NC             | Terre (ext.)   | Raquel Giscafré Helga Schultze      | Martina Navrátilová Renáta Tomanová        | 6-3, 6-2          | Tableau        |
| 13       | 19-05-1975 | German Open Championships Hambourg          |                | 30 000 $       | Terre (ext.)   | Dianne Fromholtz Renáta Tomanová    | Paulina Peisachov Kazuko Sawamatsu         | 6-3, 6-2          | Tableau        |
| 14       | 17-05-1976 | German Open Championships Hambourg          |                | 30 000 $       | Terre (ext.)   | Linky Boshoff Ilana Kloss           | Laura duPont Wendy Turnbull                | 4-6, 7-5, 6-1     | Tableau        |
| 15       | 09-05-1977 | German Open Championships Hambourg          | Colgate Series | 35 000 $       | Terre (ext.)   | Linky Boshoff Ilana Kloss           | Regina Maršíková Renáta Tomanová           | 2-6, 6-4, 7-5     | Tableau        |
| 16       | 15-05-1978 | German Open Hambourg                        | Colgate Series | 35 000 $       | Terre (ext.)   | Mima Jaušovec Virginia Ruzici       | Katja Ebbinghaus Helga Masthoff            | 6-4, 5-7, 6-0     | Tableau        |
| 17       | 21-05-1979 | German Open Berlin                          |                | 100 000 $      | Terre (ext.)   | Rosie Casals Wendy Turnbull         | Evonne Goolagong Kerry Reid                | 6-2, 7-5          | Tableau        |
|          | 1980       | Pas de tournoi                              | Pas de tournoi | Pas de tournoi | Pas de tournoi | Pas de tournoi                      | Pas de tournoi                             | Pas de tournoi    | Pas de tournoi |
| 18       | 18-05-1981 | German Open Berlin                          |                | 100 000 $      | Terre (ext.)   | Rosalyn Fairbank Tanya Harford      | Sue Barker Renáta Tomanová                 | 6-3, 6-4          | Tableau        |
| 19       | 17-05-1982 | German Open Berlin                          | Series 3       | 100 000 $      | Terre (ext.)   | Liz Gordon Beverly Mould            | Bettina Bunge Claudia Kohde-Kilsch         | 6-3, 6-4          | Tableau        |
| 20       | 16-05-1983 | German Open Berlin                          |                | 150 000 $      | Terre (ext.)   | Jo Durie Anne Hobbs                 | Claudia Kohde-Kilsch Eva Pfaff             | 6-4, 7-6          | Tableau        |
| 21       | 14-05-1984 | German Open Berlin                          |                | 150 000 $      | Terre (ext.)   | Anne Hobbs Candy Reynolds           | Kathleen Horvath Virginia Ruzici           | 6-3, 4-6, 7-6     | Tableau        |
| 22       | 13-05-1985 | German Open Berlin                          |                | 150 000 $      | Terre (ext.)   | Claudia Kohde-Kilsch Helena Suková  | Steffi Graf Catherine Tanvier              | 6-4, 6-1          | Tableau        |
| 23       | 12-05-1986 | German Open Berlin                          |                | 150 000 $      | Terre (ext.)   | Steffi Graf Helena Suková           | Martina Navrátilová Andrea Temesvári       | 7-5, 6-2          | Tableau        |
| 24       | 11-05-1987 | German Open Berlin                          |                | 150 000 $      | Terre (ext.)   | Claudia Kohde-Kilsch Helena Suková  | Catarina Lindqvist Tine Scheuer-Larsen     | 6-1, 6-2          | Tableau        |
| 25       | 09-05-1988 | German Open Berlin                          | Tier I         | 300 000 $      | Terre (ext.)   | Isabelle Demongeot Nathalie Tauziat | Claudia Kohde-Kilsch Helena Suková         | 6-2, 4-6, 6-4     | Tableau        |
| 26       | 15-05-1989 | Lufthansa Cup Berlin                        | Tier I         | 300 000 $      | Terre (ext.)   | Elizabeth Smylie Janine Thompson    | Lise Gregory Gretchen Rush                 | 5-7, 6-3, 6-2     | Tableau        |
| 27       | 14-05-1990 | Lufthansa Cup German Open Berlin            | Tier I         | 500 000 $      | Terre (ext.)   | Nicole Provis Elna Reinach          | Hana Mandlíková Jana Novotná               | 6-2, 6-1          | Tableau        |
| 28       | 13-05-1991 | Lufthansa Cup German Open Berlin            | Tier I         | 500 000 $      | Terre (ext.)   | Larisa Neiland Natasha Zvereva      | Nicole Provis Elna Reinach                 | 6-3, 6-3          | Tableau        |
| 29       | 11-05-1992 | Lufthansa Cup German Open Berlin            | Tier I         | 550 000 $      | Terre (ext.)   | Jana Novotná Larisa Neiland         | Gigi Fernández Natasha Zvereva             | 7-6, 4-6, 7-5     | Tableau        |
| 30       | 10-05-1993 | German Open Berlin                          | Tier I         | 750 000 $      | Terre (ext.)   | Gigi Fernández Natasha Zvereva      | Debbie Graham Brenda Schultz               | 6-1, 6-3          | Tableau        |
| 31       | 09-05-1994 | German Open Berlin                          | Tier I         | 750 000 $      | Terre (ext.)   | Gigi Fernández Natasha Zvereva      | Jana Novotná Arantxa Sánchez               | 6-3, 7-6          | Tableau        |
| 32       | 15-05-1995 | German Open Berlin                          | Tier I         | 806 250 $      | Terre (ext.)   | Amanda Coetzer Inés Gorrochategui   | Larisa Neiland Gabriela Sabatini           | 4-6, 7-6, 6-2     | Tableau        |
| 33       | 13-05-1996 | German Open Berlin                          | Tier I         | 926 250 $      | Terre (ext.)   | Meredith McGrath Larisa Neiland     | Martina Hingis Helena Suková               | 6-1, 5-7, 7-6     | Tableau        |
| 34       | 12-05-1997 | German Open Berlin                          | Tier I         | 926 250 $      | Terre (ext.)   | Lindsay Davenport Jana Novotná      | Gigi Fernández Natasha Zvereva             | 6-2, 3-6, 6-2     | Tableau        |
| 35       | 11-05-1998 | German Open Berlin                          | Tier I         | 926 250 $      | Terre (ext.)   | Lindsay Davenport Natasha Zvereva   | Alexandra Fusai Nathalie Tauziat           | 6-3, 6-0          | Tableau        |
| 36       | 10-05-1999 | German Open Berlin                          | Tier I         | 1 050 000 $    | Terre (ext.)   | Alexandra Fusai Nathalie Tauziat    | Jana Novotná Patricia Tarabini             | 6-3, 7-5          | Tableau        |
| 37       | 08-05-2000 | German Open Berlin                          | Tier I         | 1 080 000 $    | Terre (ext.)   | Conchita Martínez Arantxa Sánchez   | Amanda Coetzer Corina Morariu              | 3-6, 6-2, 7-67    | Tableau        |
| 38       | 07-05-2001 | Eurocard German Open Berlin                 | Tier I         | 1 185 000 $    | Terre (ext.)   | Els Callens Meghann Shaughnessy     | Cara Black Elena Likhovtseva               | 6-4, 6-3          | Tableau        |
| 39       | 06-05-2002 | Eurocard German Open Berlin                 | Tier I         | 1 224 000 $    | Terre (ext.)   | Elena Dementieva Janette Husárová   | Daniela Hantuchová Arantxa Sánchez         | 0-6, 7-63, 6-2    | Tableau        |
| 40       | 05-05-2003 | MasterCard German Open Berlin               | Tier I         | 1 262 000 $    | Terre (ext.)   | Virginia Ruano Pascual Paola Suárez | Kim Clijsters Ai Sugiyama                  | 6-3, 4-6, 6-4     | Tableau        |
| 41       | 03-05-2004 | Ladies German Open Berlin                   | Tier I         | 1 300 000 $    | Terre (ext.)   | Nadia Petrova Meghann Shaughnessy   | Janette Husárová Conchita Martínez         | 6-2, 2-6, 6-1     | Tableau        |
| 42       | 02-05-2005 | Qatar Total German Open Berlin              | Tier I         | 1 300 000 $    | Terre (ext.)   | Elena Likhovtseva Vera Zvonareva    | Cara Black Liezel Huber                    | 4-6, 6-4, 6-3     | Tableau        |
| 43       | 08-05-2006 | Qatar Telecom German Open Berlin            | Tier I         | 1 340 000 $    | Terre (ext.)   | Yan Zi Zheng Jie                    | Elena Dementieva Flavia Pennetta           | 6-2, 6-3          | Tableau        |
| 44       | 07-05-2007 | Qatar Telecom German Open Berlin            | Tier I         | 1 340 000 $    | Terre (ext.)   | Lisa Raymond Samantha Stosur        | Tathiana Garbin Roberta Vinci              | 6-3, 6-4          | Tableau        |
| 45       | 05-05-2008 | Qatar Telecom German Open Berlin            | Tier I         | 1 340 000 $    | Terre (ext.)   | Cara Black Liezel Huber             | Nuria Llagostera Vives María José Martínez | 3-6, 6-2, [10-2]  | Tableau        |
|          | 2009-2020  | Pas de tournoi                              | Pas de tournoi | Pas de tournoi | Pas de tournoi | Pas de tournoi                      | Pas de tournoi                             | Pas de tournoi    | Pas de tournoi |
| 46       | 14-06-2021 | Bett1 Open Berlin                           | WTA 500        | 565 530 $      | Gazon (ext.)   | Victoria Azarenka Aryna Sabalenka   | Nicole Melichar Demi Schuurs               | 4-6, 7-5, [10-4]  | Tableau        |
| 47       | 13-06-2022 | Bett1 Open Berlin                           | WTA 500        | 757 900 $      | Gazon (ext.)   | Storm Sanders Kateřina Siniaková    | Alizé Cornet Jil Teichmann                 | 6-4, 6-3          | Tableau        |
| 48       | 19-06-2023 | Bett1Open Berlin                            | WTA 500        | 780 637 $      | Gazon (ext.)   | Caroline Garcia Luisa Stefani       | Kateřina Siniaková Markéta Vondroušová     | 4-6, 7-68, [10-4] | Tableau        |
| 49       | 17-06-2024 | ecotrans Ladies Open Berlin                 | WTA 500        | 922 573 $      | Gazon (ext.)   | Wang Xinyu Zheng Saisai             | Chan Hao-ching Veronika Kudermetova        | 6-2, 7-5          | Tableau        |
| 50       | 16-06-2025 | Berlin Ladies Open by ecotrans Group Berlin | WTA 500        | 1 064 510 $    | Gazon (ext.)   | Olivia Nicholls Tereza Mihalíková   | Sara Errani Jasmine Paolini                | 4-6, 6-2, [10-6]  | Tableau        |

### Double mixte
| No       | Date       | Nom et lieu du tournoi                  | Catégorie  | Dotation | Surface      | Vainqueures                          | Finalistes                            | Score         |         |
| -------- | ---------- | --------------------------------------- | ---------- | -------- | ------------ | ------------------------------------ | ------------------------------------- | ------------- | ------- |
| 1        | 09-08-1961 | German Championships Hambourg           |            | NC       | Terre (ext.) | Sandra Reynolds Bob Hewitt           | NC                                    | NC            | Tableau |
| 2        | 03-08-1964 | German Championships Hambourg           |            | NC       | Terre (ext.) | Helga Schultze Nikola Pilić          | NC                                    | NC            | Tableau |
| 3        | 02-08-1965 | German Championships Hambourg           |            | NC       | Terre (ext.) | Margaret Smith Neale Fraser          | Carmen Coronado José Edison Mandarino | 6-4, 7-5      | Tableau |
| 4        | 01-08-1966 | German Championships Hambourg           |            | NC       | Terre (ext.) | Margaret Smith John Newcombe         | Maria Bueno Fred Stolle               | 4-6, 7-5, 6-3 | Tableau |
| Ère Open |            |                                         |            |          |              |                                      |                                       |               |         |
| 5        | 05-08-1968 | German Championships Hambourg           |            | NC       | Terre (ext.) | Annette Van Zyl Frew McMillan        | Pat Walkden Malcolm Anderson          | 6-1, 12-10    | Tableau |
| 6        | 04-08-1969 | West German Open Championships Hambourg |            | NC       | Terre (ext.) | Judy Tegart Marty Riessen            | Pat Walkden Frew McMillan             | 6-4, 6-1      | Tableau |
| 7        | 17-05-1971 | German Open Championships Hambourg      | Grand Prix | 40 000 $ | Terre (ext.) | Heide Schildknecht Jürgen Fassbender | NC                                    | NC            | Tableau |
| 8        | 05-06-1972 | German Open Championships Hambourg      | Grand Prix | 30 000 $ | Terre (ext.) | Heide Schildknecht Jürgen Fassbender | NC                                    | NC            | Tableau |
| 9        | 11-06-1973 | German Open Hambourg                    |            | NC       | Terre (ext.) | Pat Pretorius Hans-Jürgen Pohmann    | NC                                    | NC            | Tableau |
| 10       | 20-05-1974 | German Open Hambourg                    |            | NC       | Terre (ext.) | Heide Schildknecht Jürgen Fassbender | Katja Ebbinghaus Hans-Jürgen Pohmann  | 7-6, 6-3      | Tableau |